# Brachyherca
Brachyherca là một chi bướm đêm thuộc họ Erebidae.